# Västerlövsta kyrka
Västerlövsta kyrka är församlingskyrka i Västerlövsta församling i Uppsala stift. Kyrkan ligger centralt i samhället Heby.

## Kyrkobyggnaden
Den nuvarande kyrkan är en senmedeltida salkyrka som består av ett rektangulärt långhus med kyrktorn i väster. Vid långhusets sydvästra sida finns ett vapenhus och vid långhusets norra sida finns en korsarm och en sakristia som är sammanbyggda. Kyrkobyggnadens stomme är av gråsten med tegel i väggarnas övre delar samt i gavlarna som är försedda med blinderingar. Långhuset täcks av ett mansardtak. Kyrktornet kröns av en lanternin med svängda takformer och tornspira. Kyrkorummet täcks av stjärnvalv vars strålar delvis är omformade till figurer. Med puts och bemålning har figurerna fått ansikten. På grund av dessa figurer kallas valven för gubbvalv.

### Tillkomst och ombyggnader
En dopfunt från 1200-talet antyder att en tidigare kyrka har funnits på platsen. Delar av denna ursprungliga kyrka ingår möjligen i nuvarande kyrkobyggnad. I norra utbyggnaden har man funnit äldre medeltida murverk.
Långhuset och vapenhuset uppfördes under 1400-talets sista fjärdedel. En bit in på 1500-talet tillkom valvmålningar som troligen utfördes av Anders Martinsson. 1760 påbörjades bygget av ett kyrktorn vid västra kortsidan, men när murarna bara blivit några meter höga avstannade arbetet. En ombyggnad genomfördes 1788 då långhusets branta sadeltak byttes ut mot ett brutet mansardtak. Samtidigt fick norra sidans utbyggnader sitt nuvarande utseende. Inför ombyggnaden 1788 hade murmästare Jöns Berg i Sala gjort ritningar till en större ombyggnad som innefattade ny sakristia, korsarmar åt norr och söder, ett kyrktorn samt mansardtak. Av ritningarna blev bara mansardtaket förverkligat. 1821 väcktes återigen planerna på att bygga ett kyrktorn. Murmästare Olof Sjöström från Gästrikland gjorde ritning på ett torn men ritningen godkändes inte av Överintendentsämbetet. Åren 1823-1826 uppfördes tornet av Olof Sjöström efter en ritning av J.C. Serén som sannolikt kom från Överintendentsämbetet. Vid en ombyggnad på 1870-talet byttes långhusets mansardtak från 1788 ut mot ett lågt tak. 1901 utbröt en våldsam brand som var orsakad av en kvarglömd handlykta. Branden kunde begränsas, men tornspiran förstördes helt. Nuvarande tornspira med lanternin byggdes 1904 efter ritningar av arkitekt Agi Lindegren. En restaurering av kyrkorummet genomfördes åren 1913-1914 då kalkmålningarna från 1500-talet togs fram och altarskåpet ställdes upp på altaret. En genomgripande restaurering genomfördes på 1950-talet då det låga yttertaket ersattes med nuvarande mansardtak med samma utseende som taket från 1788. Målningar och inventarier konserverades, och en dopplats inrättades i norra korsarmen. Samtidigt genomfördes en rekonstruktion av en korläktare ovanför sakristian som kallades "gapskullen". Norra korväggens öppning till gapskullen togs upp från att tidigare ha varit igenmurad. Medeltida kyrkor i västra Uppland, Västmanland och Dalarna hade ofta med en läktare ovanför sakristian där orgeln var placerad och där kyrkokören stod.

## Inventarier
- Äldsta inventarium är dopfunten av kalksten som är ett gotländskt arbete från 1200-talet. Dopfuntens ålder vittnar om att en tidigare kyrka funnits i socknen.
- Ett triumfkrucifix från senare hälften av 1300-talet förvaras i Historiska museet.
- En rosenkransmadonna och en skulptur föreställande Kristi grav är från medeltiden och finns numera i Historiska museet.
- Altarskåpet är tillverkat 1520 av Jan de Molde i Antwerpen. Skåpet har på flera ställen Antwerpens stadsvapen som föreställer en hand. Skåpet är fullt med figurer och skildrar Jesu liv med tyngdpunkt på passionshistorien.
- Predikstolen i sengustaviansk stil är invigd 1792.
- Altare och altarring är från 1898.
- Ett krucifix från Oberammergau är skänkt till kyrkan 1926.
- Nattvardskärl med paten är enligt graverad inskrift tillverkade 1715.
- En ljuskrona i norra utbyggnaden är skänkt till kyrkan 1657. En stor ljuskrona i koret och en liten på orgelläktaren är båda från slutet av 1600-talet.
- I tornet hänger tre kyrkklockor. De två äldsta är gjutna av änkan till Gerhard Meyer. Storklockan är gjuten 1717 i Stockholm och den lite mindre klockan är gjuten 1721. 2011 skänkte finansmannen Anders Wall ytterligare en kyrkklocka till församlingen. Den 700 kg tunga klockan Gloria, som är minst av de tre klockorna, är gjuten av Bergholtz klockgjuteri i Sigtuna. Gloria ska med sin klang komplettera de två äldre klockorna i tornet.[1]

## Orgel
Kyrkans äldsta orgel tillkom 1609 och hade 39 pipor och stod placerad på "gapskullen", läktaren vid korets nordvägg. 1662 togs orgeln ned och ersattes 1672-1673 av en ny orgel byggd av orgelbyggaren Anders Bengtsson. Från början stod även denna orgel på gapskullen, men 1709 flyttades den till orgelläktaren i kyrkorummets västra del. Vid flytten reparerades orgeln. 
- En orgel med 10 stämmor byggdes åren 1751-1753 av Jonas Gren & Petter Stråhle, Stockholm och fullbordades 1754.[2][3] Orgeln såldes 1875 till Järlåsa kyrka.[4]

| Manual                       | Pedal   |
| Gedackt 8'                   | Bihängd |
| Kvintadena 8'                |         |
| Principal 4'                 |         |
| Spetsflöjt 4'                |         |
| Kvinta 3'                    |         |
| Oktava 2'                    |         |
| Scharf 3 chor                |         |
| Trumpet 8' (halverad stämma) |         |
| Trumpet 4' B                 |         |
| Vox virginea                 |         |
| Tremulant                    |         |

- År 1876 byggde P L Åkerman & Lund, Stockholm en orgel med 14 stämmor fördelade på två manualer och pedal.[4]

- Den nuvarande orgel på 26 stämmor är byggd 1954 av A Mårtenssons Orgelfabrik AB, Lund. Orgeln är elektropneumatisk och har slejflådor. Fasaden är som används orgeln är från 1876 års orgel.[4]

| Huvudverk I C-g3    | Svällverk II C-g3    | Pedal C-f1        | Koppel | Övrigt                |
| Principal 8' (1876) | Salicional 8' (1876) | Principal 16'     | I/P    | 3 fria kombinationer. |
| Spetsflöjt 8'       | Rörflöjt 8' (1876)   | Subbas 16' (1876) | II/P   | Tutti                 |
| Gamba 8' (1876)     | Principal 4'         | Oktava 8'         | II/I   | Registersvällare      |
| Gedackt 8'          | Flöjt 4' (1876)      | Flöjt 4'          |        |                       |
| Oktava 4' (1876)    | Nasard 2 2⁄3'        | Nachthorn 2'      |        |                       |
| Rörflöjt 4'         | Waldflöjt 2'         | Mixtur IV         |        |                       |
| Oktava 2'           | Ters 1 3⁄5'          | Basun 16' (1876)  |        |                       |
| Mixtur V            | Scharf III           | Skalmeja 4'       |        |                       |
| Trumpet 8'          | Krumhorn 8'          |                   |        |                       |
|                     | Tremulant            |                   |        |                       |
|                     | Crescendosvällare    |                   |        |                       |

### Kororgel
År 1968 byggde Åkerman & Lunds Nya Orgelfabriks AB, Knivsta en mekanisk kororgel med slejflåda.
| Manual       | Pedal   |
| Gedackt 8'   | Bihängd |
| Rörflöjt 4'  |         |
| Principal 2' |         |
| Cymbel II    |         |

## Bilder

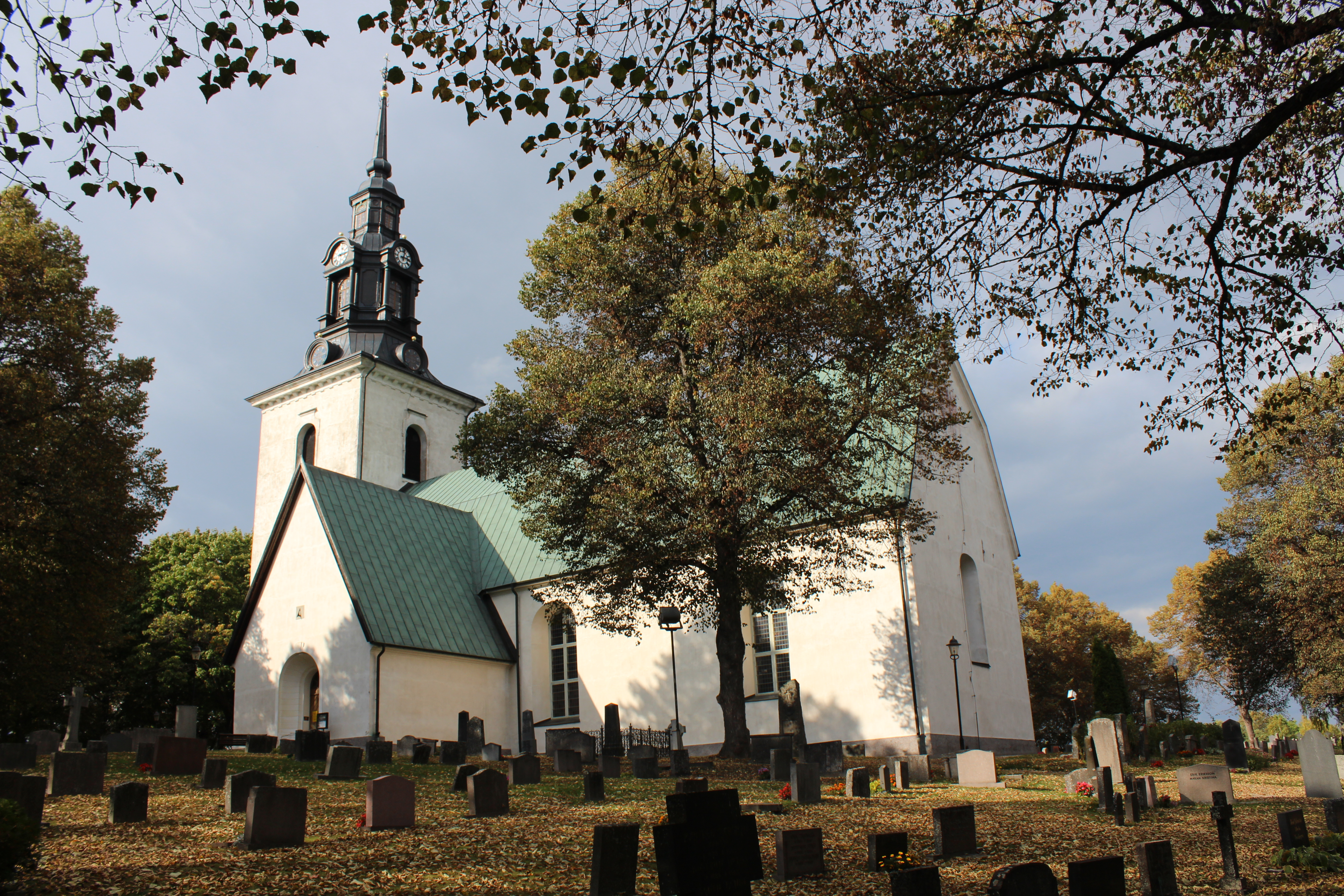
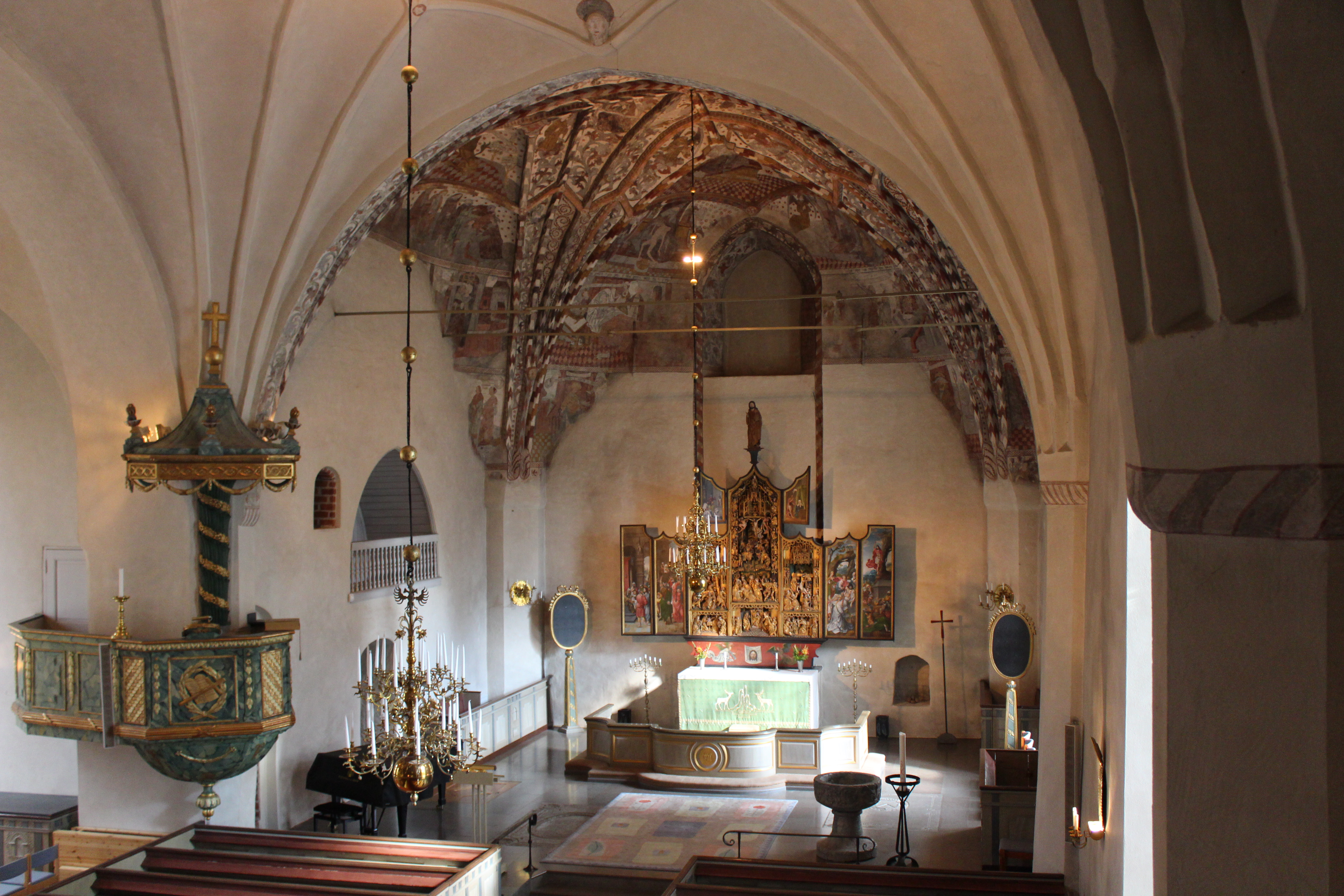
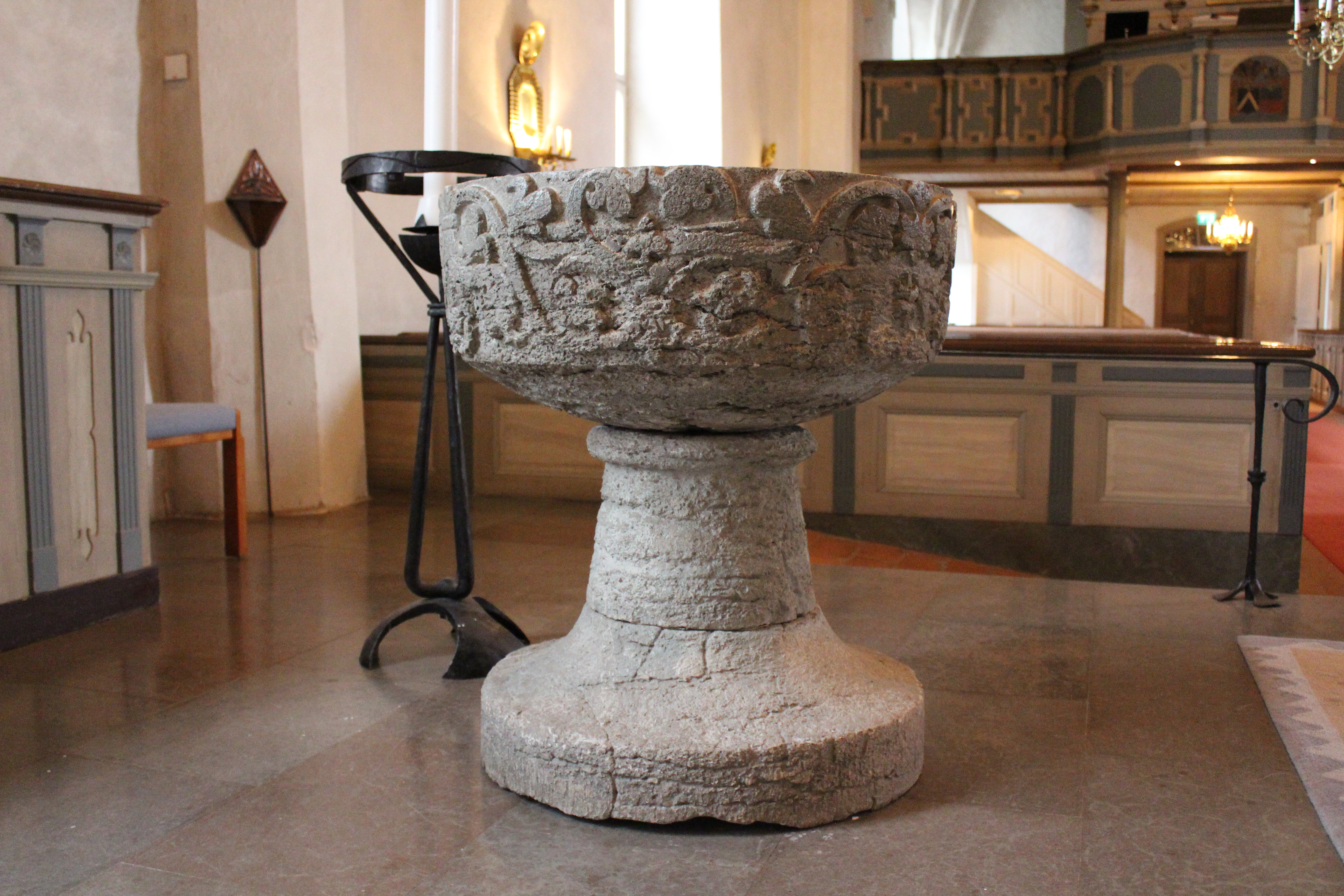
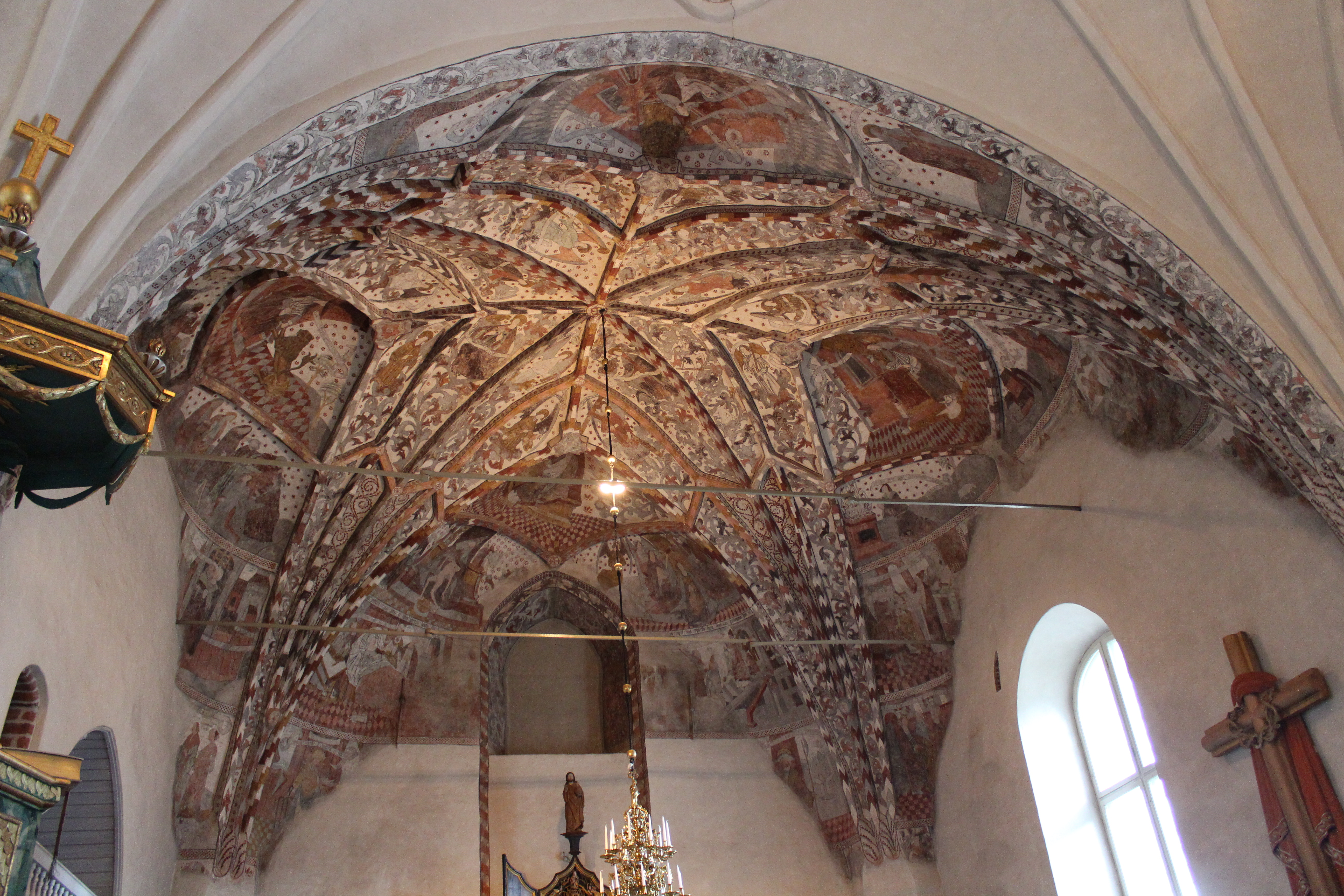
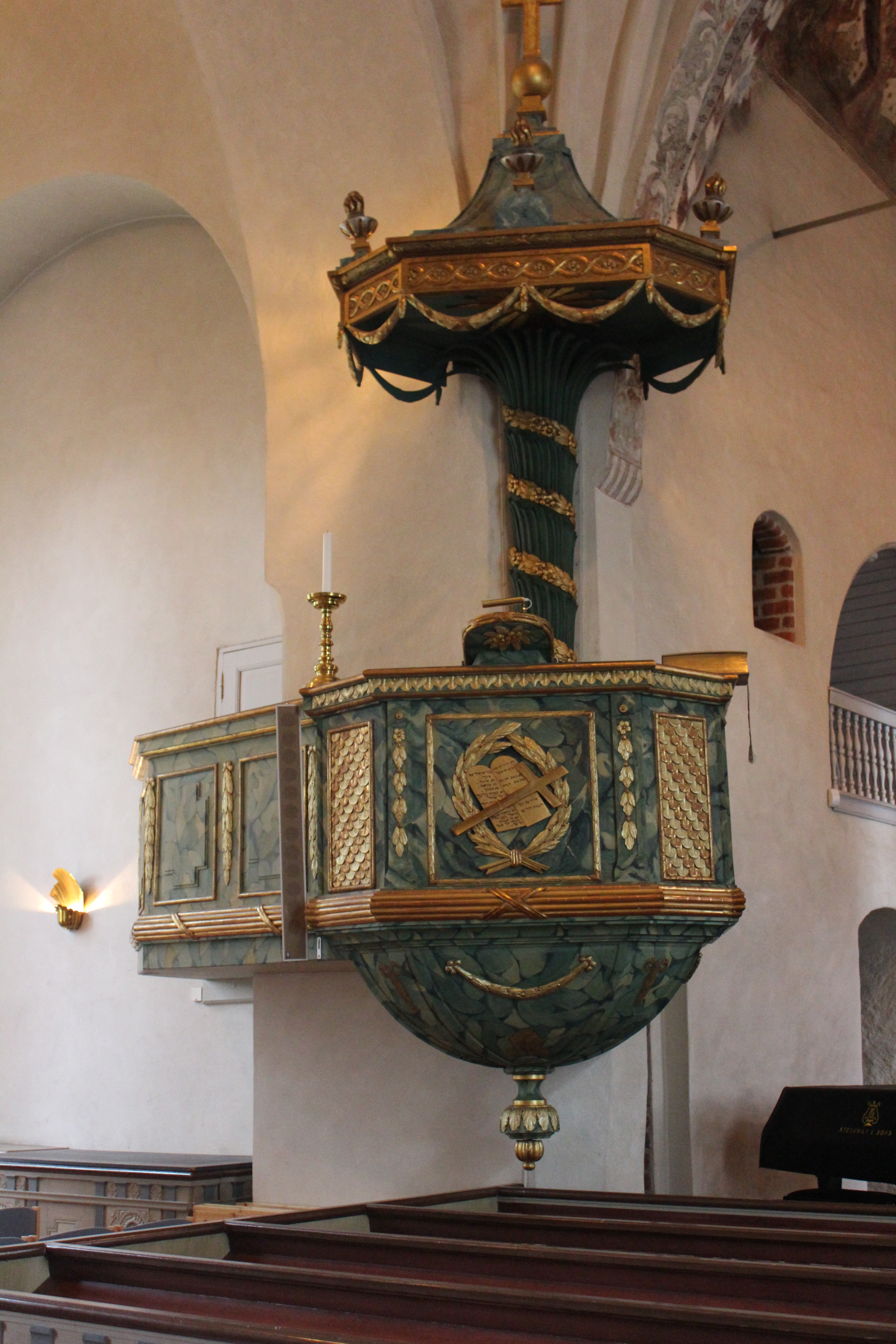
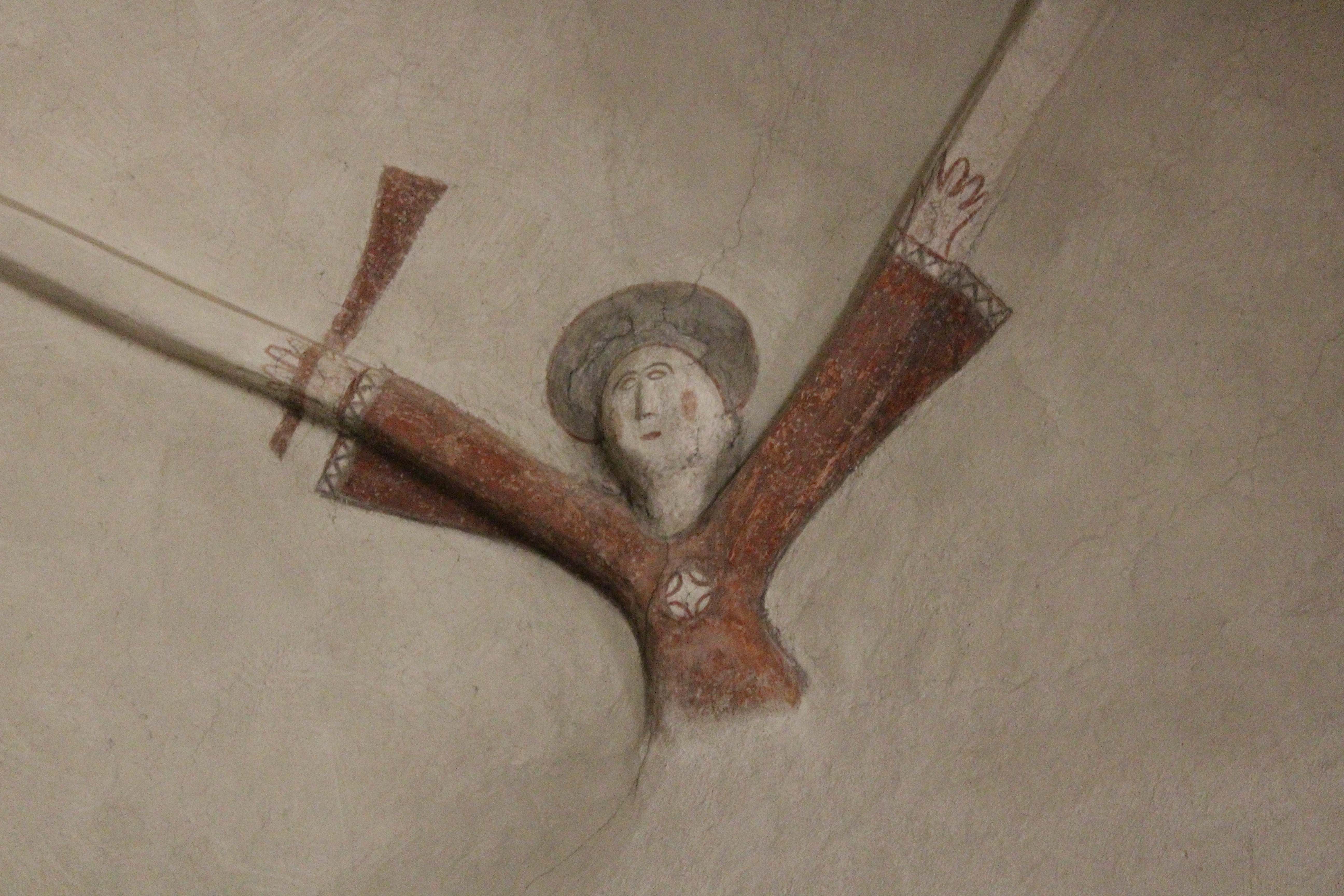
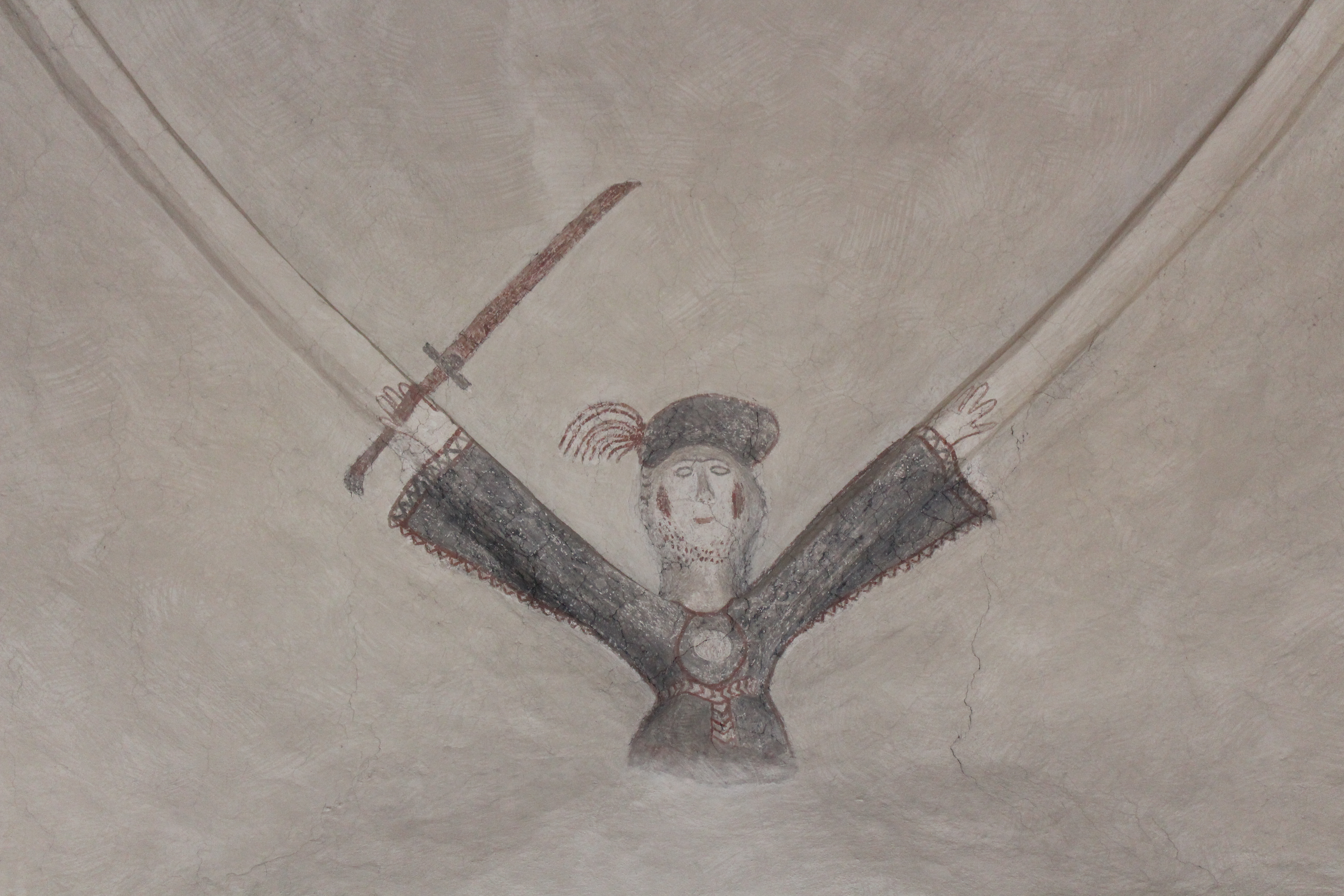
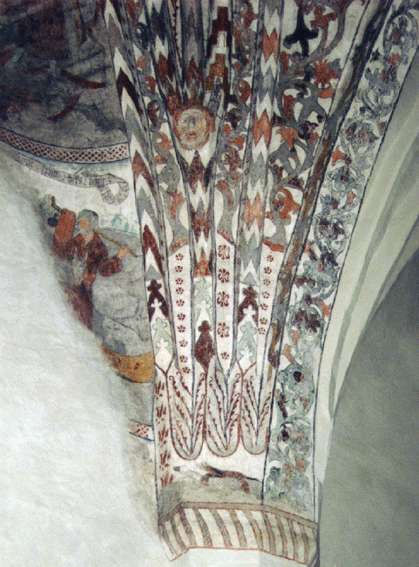
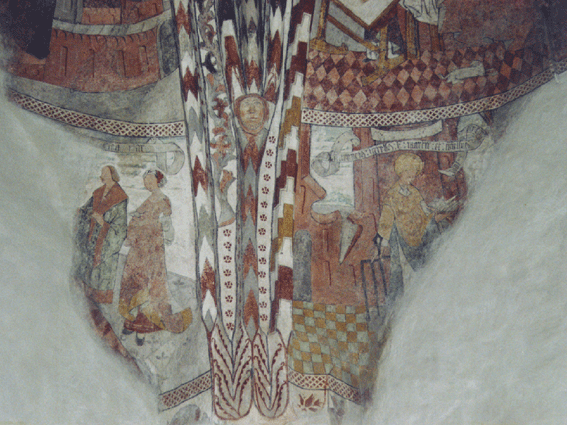

### Webbkällor
- Upplandia.se - En site om Uppland